# Kucsmás lombjáró
A kucsmás lombjáró (Setophaga striata) a madarak osztályának verébalakúak (Passeriformes) rendjébe és az újvilági poszátafélék (Parulidae) családjába tartozó faj.

## Rendszerezése
A fajt Johann Forster német ornitológus írta le 1772-ben, a Muscicapa nembe Muscicapa striata néven. Sorolták a Dendroica nembe Dendroica striata néven is.

## Előfordulása
Észak-Amerika északi részén, Alaszka és Kanada területén fészkel. Telelni délre vonul, a Karib-térségen keresztül, eljut Dél-Amerika északnyugati részéig. Kóborló példányait észlelték Európa nyugati részén is. Természetes élőhelyei a tűlevelű erdők, lombhullató erdők, síkvidéki esőerdők és cserjések.

## Megjelenése
Testhossza 14 centiméter, szárnyfesztávolsága 21-23 centiméter, testtömege 12-13 gramm.
|  |  |

## Életmódja
Rovarokkal és pókokkal táplálkozik, de ősztől magvakat és bogyókat is fogyaszt.

## Természetvédelmi helyzete
Az elterjedési területe rendkívül nagy, egyedszáma is nagy, de jelentősen csökken. A Természetvédelmi Világszövetség Vörös listáján mérsékelten fenyegetett fajként szerepel.